# Coppa AVC per club 2002 (maschile)
La Coppa AVC per club 2002 si è svolta dal 16 al 20 maggio 2002 a Tehran, in Iran. Al torneo hanno partecipato 6 squadre di club asiatiche ed oceaniane e la vittoria finale è andata per la prima al Payakan Teheran VC.

## Squadre partecipanti
- Al-Rayyan
- Atıraw
- Kelab Shah Alam
- Suntory Sunbirds
- Paykan
- Sanam Teheran

## Fase a gironi

### Gironi
| Girone A                             | Girone B                          |
| ------------------------------------ | --------------------------------- |
| Atıraw Kelab Shah Alam Sanam Teheran | Al-Rayyan Suntory Sunbirds Paykan |

## Fase finale

### Finali 1º e 3º posto
|  | Semifinali    | Semifinali    | Semifinali |        |               | Finale 1º/2º posto | Finale 1º/2º posto | Finale 1º/2º posto |  |
|  |               |               |            |        |               |                    |                    |                    |  |
|  | Sanam Teheran | Sanam Teheran | 3          |        |               |                    |                    |                    |  |
|  | Sanam Teheran | Sanam Teheran | 3          |        |               |                    |                    |                    |  |
|  | Al-Rayyan     | Al-Rayyan     | 0          |        |               |                    |                    |                    |  |
|  | Al-Rayyan     | Al-Rayyan     | 0          |        | Sanam Teheran | Sanam Teheran      | 1                  |                    |  |
|  |               |               |            |        | Sanam Teheran | Sanam Teheran      | 1                  |                    |  |
|  |               |               | Paykan     | Paykan | 3             |                    |                    |                    |  |
|  | Paykan        | Paykan        | Paykan     | Paykan | 3             | 3                  |                    |                    |  |
|  | Paykan        | Paykan        |            |        |               | 3                  |                    |                    |  |
|  | Atıraw        | Atıraw        | 0          |        |               | Finale 3º/4º posto | Finale 3º/4º posto | Finale 3º/4º posto |  |
|  | Atıraw        | Atıraw        | 0          |        |               |                    |                    |                    |  |
|  |               |               |            |        |               |                    |                    |                    |  |
|  |               |               |            |        |               | Al-Rayyan          | Al-Rayyan          | 1                  |  |
|  |               |               |            |        |               | Al-Rayyan          | Al-Rayyan          | 1                  |  |
|  |               |               |            |        |               | Atıraw             | Atıraw             | 3                  |  |

## Classifica finale
| Classifica | Squadre          |
| ---------- | ---------------- |
|            | Paykan           |
|            | Sanam Teheran    |
|            | Atıraw           |
| 4          | Al-Rayyan        |
| 5          | Suntory Sunbirds |
| 6          | Kelab Shah Alam  |